# Плей-оф Кубка Стенлі 1997

Плей-оф Кубка Стенлі 1997 — стартував після регулярного чемпіонату 16 квітня та фінішував 7 червня 1997.

## Учасники плей-оф

### Східна конференція
1. Нью-Джерсі Девілс, чемпіон Атлантичного дивізіону, Східної конференції – 104 очка
2. Баффало Сейбрс, чемпіон Північно-Східного дивізіону – 92 очка
3. Філадельфія Флайєрс – 103 очка
4. Флорида Пантерс – 89 очок
5. Нью-Йорк Рейнджерс – 86 очок
6. Піттсбург Пінгвінс – 84 очка
7. Оттава Сенаторс – 77 очок (31 перемога, 8 очок в матчі проти Монреаля)
8. Монреаль Канадієнс – 77 очок (31 перемога, 2 очка в матчі проти Оттави)

### Західна конференція
1. Колорадо Аваланч, чемпіон Тихоокеанського дивізіону, Західної конференції, Кубок Президента – 107 очок
2. Даллас Старс, чемпіон Центрального дивізіону – 104 очка
3. Детройт Ред-Вінгс – 94 очка
4. Майті Дакс оф Анагайм – 85 очок
5. Фінікс Койотс – 83 очка (38 перемог)
6. Сент-Луїс Блюз – 83 очка (36 перемог)
7. Едмонтон Ойлерс – 81 очко (36 перемог)
8. Чикаго Блекгокс – 81 очко (34 перемоги)

## Плей-оф
|  | Чвертьфінали конференції | Чвертьфінали конференції              | Чвертьфінали конференції |   |             | Півфінали конференції | Півфінали конференції | Півфінали конференції |                    |                    | Фінали конференції  | Фінали конференції  | Фінали конференції  |  |  | Фінал Кубка Стенлі | Фінал Кубка Стенлі | Фінал Кубка Стенлі |
|  |                          |                                       |                          |   |             |                       |                       |                       |                    |                    |                     |                     |                     |  |  |                    |                    |                    |
|  | 1                        | Нью-Джерсі                            | 4                        |   |             | 2                     | Баффало               | 1                     |                    |                    |                     |                     |                     |  |  |                    |                    |                    |
|  | 8                        | Монреаль                              | 1                        |   |             | 3                     | Філадельфія           | 4                     |                    |                    |                     |                     |                     |  |  |                    |                    |                    |
|  |                          |                                       |                          |   |             |                       |                       |                       |                    |                    |                     |                     |                     |  |  |                    |                    |                    |
|  | 2                        | Баффало                               | 4                        |   |             |                       |                       |                       | Східна конференція | Східна конференція | Східна конференція  | Східна конференція  | Східна конференція  |  |  |                    |                    |                    |
|  | 2                        | Баффало                               | 4                        |   |             |                       |                       |                       | Східна конференція | Східна конференція | Східна конференція  | Східна конференція  | Східна конференція  |  |  |                    |                    |                    |
|  | 7                        | Оттава                                | 3                        |   |             |                       |                       |                       |                    |                    |                     |                     |                     |  |  |                    |                    |                    |
|  | 7                        | Оттава                                | 3                        |   |             |                       |                       |                       |                    | 3                  | Філадельфія         | 4                   |                     |  |  |                    |                    |                    |
|  |                          |                                       |                          |   |             |                       |                       |                       |                    | 3                  | Філадельфія         | 4                   |                     |  |  |                    |                    |                    |
|  |                          | 5                                     | Н-Й Рейнджерс            | 1 |             |                       |                       |                       |                    |                    |                     |                     |                     |  |  |                    |                    |                    |
|  | 3                        | 5                                     | Н-Й Рейнджерс            | 1 | Філадельфія | 4                     |                       |                       |                    |                    |                     |                     |                     |  |  |                    |                    |                    |
|  | 3                        |                                       |                          |   | Філадельфія | 4                     |                       |                       |                    |                    |                     |                     |                     |  |  |                    |                    |                    |
|  | 6                        | Піттсбург                             | 1                        |   |             |                       |                       |                       |                    |                    |                     |                     |                     |  |  |                    |                    |                    |
|  | 6                        | Піттсбург                             | 1                        |   |             |                       |                       |                       |                    |                    |                     |                     |                     |  |  |                    |                    |                    |
|  |                          |                                       |                          |   |             |                       |                       |                       |                    |                    |                     |                     |                     |  |  |                    |                    |                    |
|  |                          |                                       |                          |   |             |                       |                       |                       |                    |                    |                     |                     |                     |  |  |                    |                    |                    |
|  | 4                        | Флорида                               | 1                        |   | 1           | Нью-Джерсі            | 1                     |                       |                    |                    |                     |                     |                     |  |  |                    |                    |                    |
|  | 4                        | Флорида                               | 1                        |   | 1           | Нью-Джерсі            | 1                     |                       |                    |                    |                     |                     |                     |  |  |                    |                    |                    |
|  | 5                        | Н-Й Рейнджерс                         | 4                        |   |             | 5                     | Н-Й Рейнджерс         | 4                     |                    |                    |                     |                     |                     |  |  |                    |                    |                    |
|  | 5                        | Н-Й Рейнджерс                         | 4                        |   |             |                       |                       |                       |                    | E3                 | Філадельфія         | 0                   |                     |  |  |                    |                    |                    |
|  |                          | (Пари пересіяні після першого раунду) |                          |   |             |                       |                       |                       |                    | E3                 | Філадельфія         | 0                   |                     |  |  |                    |                    |                    |
|  |                          | W3                                    | Детройт                  | 4 |             |                       |                       |                       |                    |                    |                     |                     |                     |  |  |                    |                    |                    |
|  | 1                        | W3                                    | Детройт                  | 4 | Колорадо    | 4                     |                       |                       | 3                  | Детройт            | 4                   |                     |                     |  |  |                    |                    |                    |
|  | 1                        |                                       |                          |   | Колорадо    | 4                     |                       |                       | 3                  | Детройт            | 4                   |                     |                     |  |  |                    |                    |                    |
|  | 8                        | Чикаго                                | 2                        |   |             | 4                     | Анагайм               | 0                     |                    |                    |                     |                     |                     |  |  |                    |                    |                    |
|  | 8                        | Чикаго                                | 2                        |   |             | 4                     | Анагайм               | 0                     |                    |                    |                     |                     |                     |  |  |                    |                    |                    |
|  |                          |                                       |                          |   |             |                       |                       |                       |                    |                    |                     |                     |                     |  |  |                    |                    |                    |
|  | 2                        | Даллас                                | 3                        |   |             |                       |                       |                       |                    |                    |                     |                     |                     |  |  |                    |                    |                    |
|  | 2                        | Даллас                                | 3                        |   |             |                       |                       |                       |                    |                    |                     |                     |                     |  |  |                    |                    |                    |
|  | 7                        | Едмонтон                              | 4                        |   |             |                       |                       |                       |                    |                    |                     |                     |                     |  |  |                    |                    |                    |
|  | 7                        | Едмонтон                              | 4                        |   |             |                       |                       |                       | 1                  | Колорадо           | 2                   |                     |                     |  |  |                    |                    |                    |
|  |                          |                                       |                          |   |             |                       |                       |                       | 1                  | Колорадо           | 2                   |                     |                     |  |  |                    |                    |                    |
|  |                          | 3                                     | Детройт                  | 4 |             |                       |                       |                       |                    |                    |                     |                     |                     |  |  |                    |                    |                    |
|  | 3                        | 3                                     | Детройт                  | 4 | Детройт     | 4                     |                       |                       |                    |                    |                     |                     |                     |  |  |                    |                    |                    |
|  | 3                        |                                       |                          |   | Детройт     | 4                     |                       |                       |                    |                    |                     |                     |                     |  |  |                    |                    |                    |
|  | 6                        | Сент-Луїс                             | 2                        |   |             |                       |                       |                       |                    |                    | Західна конференція | Західна конференція | Західна конференція |  |  |                    |                    |                    |
|  | 6                        | Сент-Луїс                             | 2                        |   |             |                       |                       |                       |                    |                    | Західна конференція | Західна конференція | Західна конференція |  |  |                    |                    |                    |
|  |                          |                                       |                          |   |             |                       |                       |                       |                    |                    |                     |                     |                     |  |  |                    |                    |                    |
|  | 4                        | Анагайм                               | 4                        |   | 1           | Колорадо              | 4                     |                       |                    |                    |                     |                     |                     |  |  |                    |                    |                    |
|  | 4                        | Анагайм                               | 4                        |   | 1           | Колорадо              | 4                     |                       |                    |                    |                     |                     |                     |  |  |                    |                    |                    |
|  | 5                        | Фінікс                                | 3                        |   |             | 7                     | Едмонтон              | 1                     |                    |                    |                     |                     |                     |  |  |                    |                    |                    |

### Чвертьфінали конференції
Східна конференція
| Нью-Джерсі Девілс та Монреаль Канадієнс | Нью-Джерсі Девілс та Монреаль Канадієнс | Нью-Джерсі Девілс та Монреаль Канадієнс | Нью-Джерсі Девілс та Монреаль Канадієнс | Нью-Джерсі Девілс та Монреаль Канадієнс | Нью-Джерсі Девілс та Монреаль Канадієнс | Нью-Джерсі Девілс та Монреаль Канадієнс |
| Дата                                    | Господарі                               | Господарі                               | Гості                                   | Гості                                   | Примітки                                |                                         |
| --------------------------------------- | --------------------------------------- | --------------------------------------- | --------------------------------------- | --------------------------------------- | --------------------------------------- | --------------------------------------- |
| 17 квітня                               | Монреаль                                | 2                                       | 5                                       | Нью-Джерсі                              |                                         |                                         |
| 19 квітня                               | Монреаль                                | 1                                       | 4                                       | Нью-Джерсі                              |                                         |                                         |
| 22 квітня                               | Нью-Джерсі                              | 6                                       | 4                                       | Монреаль                                |                                         |                                         |
| 24 квітня                               | Нью-Джерсі                              | 3                                       | 4                                       | Монреаль                                | 3OT                                     |                                         |
| 26 квітня                               | Монреаль                                | 0                                       | 4                                       | Нью-Джерсі                              |                                         |                                         |
| Нью-Джерсі виграв серію 4:1.            |                                         |                                         |                                         |                                         |                                         |                                         |

| Баффало Сейбрс та Оттава Сенаторс | Баффало Сейбрс та Оттава Сенаторс | Баффало Сейбрс та Оттава Сенаторс | Баффало Сейбрс та Оттава Сенаторс | Баффало Сейбрс та Оттава Сенаторс | Баффало Сейбрс та Оттава Сенаторс | Баффало Сейбрс та Оттава Сенаторс |
| Дата                              | Господарі                         | Господарі                         | Гості                             | Гості                             | Примітки                          |                                   |
| --------------------------------- | --------------------------------- | --------------------------------- | --------------------------------- | --------------------------------- | --------------------------------- | --------------------------------- |
| 17 квітня                         | Оттава                            | 1                                 | 3                                 | Баффало                           |                                   |                                   |
| 19 квітня                         | Оттава                            | 3                                 | 1                                 | Баффало                           |                                   |                                   |
| 21 квітня                         | Баффало                           | 3                                 | 2                                 | Оттава                            |                                   |                                   |
| 23 квітня                         | Баффало                           | 0                                 | 1                                 | Оттава                            | OT                                |                                   |
| 25 квітня                         | Оттава                            | 4                                 | 1                                 | Баффало                           |                                   |                                   |
| 27 квітня                         | Баффало                           | 3                                 | 0                                 | Оттава                            |                                   |                                   |
| 29 квітня                         | Оттава                            | 2                                 | 3                                 | Баффало                           | OT                                |                                   |
| Баффало виграв серію 4:3.         |                                   |                                   |                                   |                                   |                                   |                                   |

| Філадельфія Флайєрс та Піттсбург Пінгвінс | Філадельфія Флайєрс та Піттсбург Пінгвінс | Філадельфія Флайєрс та Піттсбург Пінгвінс | Філадельфія Флайєрс та Піттсбург Пінгвінс | Філадельфія Флайєрс та Піттсбург Пінгвінс | Філадельфія Флайєрс та Піттсбург Пінгвінс | Філадельфія Флайєрс та Піттсбург Пінгвінс |
| Дата                                      | Господарі                                 | Господарі                                 | Гості                                     | Гості                                     | Примітки                                  |                                           |
| ----------------------------------------- | ----------------------------------------- | ----------------------------------------- | ----------------------------------------- | ----------------------------------------- | ----------------------------------------- | ----------------------------------------- |
| 17 квітня                                 | Піттсбург                                 | 1                                         | 5                                         | Філадельфія                               |                                           |                                           |
| 19 квітня                                 | Піттсбург                                 | 2                                         | 3                                         | Філадельфія                               |                                           |                                           |
| 21 квітня                                 | Філадельфія                               | 5                                         | 3                                         | Піттсбург                                 |                                           |                                           |
| 23 квітня                                 | Філадельфія                               | 1                                         | 4                                         | Піттсбург                                 |                                           |                                           |
| 26 квітня                                 | Піттсбург                                 | 3                                         | 6                                         | Філадельфія                               |                                           |                                           |
| Філадельфія виграла серію 4:1.            |                                           |                                           |                                           |                                           |                                           |                                           |

| Флорида Пантерс та Нью-Йорк Рейнджерс | Флорида Пантерс та Нью-Йорк Рейнджерс | Флорида Пантерс та Нью-Йорк Рейнджерс | Флорида Пантерс та Нью-Йорк Рейнджерс | Флорида Пантерс та Нью-Йорк Рейнджерс | Флорида Пантерс та Нью-Йорк Рейнджерс | Флорида Пантерс та Нью-Йорк Рейнджерс |
| Дата                                  | Господарі                             | Господарі                             | Гості                                 | Гості                                 | Примітки                              |                                       |
| ------------------------------------- | ------------------------------------- | ------------------------------------- | ------------------------------------- | ------------------------------------- | ------------------------------------- | ------------------------------------- |
| 17 квітня                             | Н-Й Рейнджерс                         | 0                                     | 3                                     | Флорида                               |                                       |                                       |
| 20 квітня                             | Н-Й Рейнджерс                         | 3                                     | 0                                     | Флорида                               |                                       |                                       |
| 22 квітня                             | Флорида                               | 3                                     | 4                                     | Н-Й Рейнджерс                         | OT                                    |                                       |
| 23 квітня                             | Флорида                               | 2                                     | 3                                     | Н-Й Рейнджерс                         |                                       |                                       |
| 25 квітня                             | Н-Й Рейнджерс                         | 3                                     | 2                                     | Флорида                               | OT                                    |                                       |
| Н-Й Рейнджерс виграв серію 4:1.       |                                       |                                       |                                       |                                       |                                       |                                       |

Західна конференція
| Колорадо Аваланч та Чикаго Блекгокс | Колорадо Аваланч та Чикаго Блекгокс | Колорадо Аваланч та Чикаго Блекгокс | Колорадо Аваланч та Чикаго Блекгокс | Колорадо Аваланч та Чикаго Блекгокс | Колорадо Аваланч та Чикаго Блекгокс | Колорадо Аваланч та Чикаго Блекгокс |
| Дата                                | Господарі                           | Господарі                           | Гості                               | Гості                               | Примітки                            |                                     |
| ----------------------------------- | ----------------------------------- | ----------------------------------- | ----------------------------------- | ----------------------------------- | ----------------------------------- | ----------------------------------- |
| 16 квітня                           | Чикаго                              | 0                                   | 6                                   | Колорадо                            |                                     |                                     |
| 18 квітня                           | Чикаго                              | 1                                   | 3                                   | Колорадо                            |                                     |                                     |
| 20 квітня                           | Колорадо                            | 3                                   | 4                                   | Чикаго                              | 2OT                                 |                                     |
| 22 квітня                           | Колорадо                            | 3                                   | 6                                   | Чикаго                              |                                     |                                     |
| 24 квітня                           | Чикаго                              | 0                                   | 7                                   | Колорадо                            |                                     |                                     |
| 26 квітня                           | Колорадо                            | 6                                   | 3                                   | Чикаго                              |                                     |                                     |
| Колорадо виграв серію 4:2.          |                                     |                                     |                                     |                                     |                                     |                                     |

| Даллас Старс та Едмонтон Ойлерс | Даллас Старс та Едмонтон Ойлерс | Даллас Старс та Едмонтон Ойлерс | Даллас Старс та Едмонтон Ойлерс | Даллас Старс та Едмонтон Ойлерс | Даллас Старс та Едмонтон Ойлерс | Даллас Старс та Едмонтон Ойлерс |
| Дата                            | Господарі                       | Господарі                       | Гості                           | Гості                           | Примітки                        |                                 |
| ------------------------------- | ------------------------------- | ------------------------------- | ------------------------------- | ------------------------------- | ------------------------------- | ------------------------------- |
| 16 квітня                       | Едмонтон                        | 3                               | 5                               | Даллас                          |                                 |                                 |
| 18 квітня                       | Едмонтон                        | 4                               | 0                               | Даллас                          |                                 |                                 |
| 20 квітня                       | Даллас                          | 3                               | 4                               | Едмонтон                        | OT                              |                                 |
| 22 квітня                       | Даллас                          | 4                               | 3                               | Едмонтон                        |                                 |                                 |
| 25 квітня                       | Едмонтон                        | 1                               | 0                               | Даллас                          | 2OT                             |                                 |
| 27 квітня                       | Даллас                          | 3                               | 2                               | Едмонтон                        |                                 |                                 |
| 29 квітня                       | Едмонтон                        | 4                               | 3                               | Даллас                          | OT                              |                                 |
| Едмонтон виграв серію 4:3.      |                                 |                                 |                                 |                                 |                                 |                                 |

| Детройт Ред-Вінгс та Сент-Луїс Блюз | Детройт Ред-Вінгс та Сент-Луїс Блюз | Детройт Ред-Вінгс та Сент-Луїс Блюз | Детройт Ред-Вінгс та Сент-Луїс Блюз | Детройт Ред-Вінгс та Сент-Луїс Блюз | Детройт Ред-Вінгс та Сент-Луїс Блюз | Детройт Ред-Вінгс та Сент-Луїс Блюз |
| Дата                                | Господарі                           | Господарі                           | Гості                               | Гості                               | Примітки                            |                                     |
| ----------------------------------- | ----------------------------------- | ----------------------------------- | ----------------------------------- | ----------------------------------- | ----------------------------------- | ----------------------------------- |
| 16 квітня                           | Сент-Луїс                           | 2                                   | 0                                   | Детройт                             |                                     |                                     |
| 18 квітня                           | Сент-Луїс                           | 1                                   | 2                                   | Детройт                             |                                     |                                     |
| 20 квітня                           | Детройт                             | 3                                   | 2                                   | Сент-Луїс                           |                                     |                                     |
| 22 квітня                           | Детройт                             | 0                                   | 4                                   | Сент-Луїс                           |                                     |                                     |
| 25 квітня                           | Сент-Луїс                           | 2                                   | 5                                   | Detroit                             |                                     |                                     |
| 27 квітня                           | Детройт                             | 3                                   | 1                                   | Сент-Луїс                           |                                     |                                     |
| Детройт виграв серію 4:2.           |                                     |                                     |                                     |                                     |                                     |                                     |

| Майті Дакс оф Анагайм та Фінікс Койотс | Майті Дакс оф Анагайм та Фінікс Койотс | Майті Дакс оф Анагайм та Фінікс Койотс | Майті Дакс оф Анагайм та Фінікс Койотс | Майті Дакс оф Анагайм та Фінікс Койотс | Майті Дакс оф Анагайм та Фінікс Койотс | Майті Дакс оф Анагайм та Фінікс Койотс |
| Дата                                   | Господарі                              | Господарі                              | Гості                                  | Гості                                  | Примітки                               |                                        |
| -------------------------------------- | -------------------------------------- | -------------------------------------- | -------------------------------------- | -------------------------------------- | -------------------------------------- | -------------------------------------- |
| 16 квітня                              | Фінікс                                 | 2                                      | 4                                      | Анагайм                                |                                        |                                        |
| 18 квітня                              | Фінікс                                 | 2                                      | 4                                      | Анагайм                                |                                        |                                        |
| 20 квітня                              | Анагайм                                | 1                                      | 4                                      | Фінікс                                 |                                        |                                        |
| 22 квітня                              | Анагайм                                | 0                                      | 2                                      | Фінікс                                 |                                        |                                        |
| 24 квітня                              | Фінікс                                 | 5                                      | 2                                      | Anaheim                                |                                        |                                        |
| 27 квітня                              | Анагайм                                | 3                                      | 2                                      | Фінікс                                 | OT                                     |                                        |
| 29 квітня                              | Фінікс                                 | 0                                      | 3                                      | Анагайм                                |                                        |                                        |
| Анагайм виграв серію 4:3.              |                                        |                                        |                                        |                                        |                                        |                                        |

### Півфінали конференції
Східна конференція
| Нью-Джерсі Девілс та Нью-Йорк Рейнджерс | Нью-Джерсі Девілс та Нью-Йорк Рейнджерс | Нью-Джерсі Девілс та Нью-Йорк Рейнджерс | Нью-Джерсі Девілс та Нью-Йорк Рейнджерс | Нью-Джерсі Девілс та Нью-Йорк Рейнджерс | Нью-Джерсі Девілс та Нью-Йорк Рейнджерс | Нью-Джерсі Девілс та Нью-Йорк Рейнджерс |
| Дата                                    | Господарі                               | Господарі                               | Гості                                   | Гості                                   | Примітки                                |                                         |
| --------------------------------------- | --------------------------------------- | --------------------------------------- | --------------------------------------- | --------------------------------------- | --------------------------------------- | --------------------------------------- |
| 2 травня                                | Н-Й Рейнджерс                           | 0                                       | 2                                       | Нью-Джерсі                              |                                         |                                         |
| 4 травня                                | Н-Й Рейнджерс                           | 2                                       | 0                                       | Нью-Джерсі                              |                                         |                                         |
| 6 травня                                | Нью-Джерсі                              | 2                                       | 3                                       | Н-Й Рейнджерс                           |                                         |                                         |
| 8 травня                                | Нью-Джерсі                              | 0                                       | 3                                       | Н-Й Рейнджерс                           |                                         |                                         |
| 11 травня                               | Н-Й Рейнджерс                           | 2                                       | 1                                       | Нью-Джерсі                              | OT                                      |                                         |
| Н-Й Рейнджерс виграв серію 4:1.         |                                         |                                         |                                         |                                         |                                         |                                         |

| Баффало Сейбрс та Філадельфія Флайєрс | Баффало Сейбрс та Філадельфія Флайєрс | Баффало Сейбрс та Філадельфія Флайєрс | Баффало Сейбрс та Філадельфія Флайєрс | Баффало Сейбрс та Філадельфія Флайєрс | Баффало Сейбрс та Філадельфія Флайєрс | Баффало Сейбрс та Філадельфія Флайєрс |
| Дата                                  | Господарі                             | Господарі                             | Гості                                 | Гості                                 | Примітки                              |                                       |
| ------------------------------------- | ------------------------------------- | ------------------------------------- | ------------------------------------- | ------------------------------------- | ------------------------------------- | ------------------------------------- |
| 3 травня                              | Філадельфія                           | 5                                     | 3                                     | Баффало                               |                                       |                                       |
| 5 травня                              | Філадельфія                           | 2                                     | 1                                     | Баффало                               |                                       |                                       |
| 7 травня                              | Баффало                               | 1                                     | 4                                     | Філадельфія                           |                                       |                                       |
| 9 травня                              | Баффало                               | 5                                     | 4                                     | Філадельфія                           | OT                                    |                                       |
| 11 травня                             | Філадельфія                           | 6                                     | 3                                     | Баффало                               |                                       |                                       |
| Філадельфія виграла серію 4:1.        |                                       |                                       |                                       |                                       |                                       |                                       |

Західна конференція
| Колорадо Аваланч та Едмонтон Ойлерс | Колорадо Аваланч та Едмонтон Ойлерс | Колорадо Аваланч та Едмонтон Ойлерс | Колорадо Аваланч та Едмонтон Ойлерс | Колорадо Аваланч та Едмонтон Ойлерс | Колорадо Аваланч та Едмонтон Ойлерс | Колорадо Аваланч та Едмонтон Ойлерс |
| Дата                                | Господарі                           | Господарі                           | Гості                               | Гості                               | Примітки                            |                                     |
| ----------------------------------- | ----------------------------------- | ----------------------------------- | ----------------------------------- | ----------------------------------- | ----------------------------------- | ----------------------------------- |
| 2 травня                            | Едмонтон                            | 1                                   | 5                                   | Колорадо                            |                                     |                                     |
| 4 травня                            | Едмонтон                            | 1                                   | 4                                   | Колорадо                            |                                     |                                     |
| 7 травня                            | Колорадо                            | 3                                   | 4                                   | Едмонтон                            |                                     |                                     |
| 9 травня                            | Колорадо                            | 3                                   | 2                                   | Едмонтон                            | OT                                  |                                     |
| 11 травня                           | Едмонтон                            | 3                                   | 4                                   | Колорадо                            |                                     |                                     |
| Колорадо виграв серію 4:1.          |                                     |                                     |                                     |                                     |                                     |                                     |

| Детройт Ред-Вінгс та Майті Дакс оф Анагайм | Детройт Ред-Вінгс та Майті Дакс оф Анагайм | Детройт Ред-Вінгс та Майті Дакс оф Анагайм | Детройт Ред-Вінгс та Майті Дакс оф Анагайм | Детройт Ред-Вінгс та Майті Дакс оф Анагайм | Детройт Ред-Вінгс та Майті Дакс оф Анагайм | Детройт Ред-Вінгс та Майті Дакс оф Анагайм |
| Дата                                       | Господарі                                  | Господарі                                  | Гості                                      | Гості                                      | Примітки                                   |                                            |
| ------------------------------------------ | ------------------------------------------ | ------------------------------------------ | ------------------------------------------ | ------------------------------------------ | ------------------------------------------ | ------------------------------------------ |
| 2 травня                                   | Анагайм                                    | 1                                          | 2                                          | Детройт                                    | OT                                         |                                            |
| 4 травня                                   | Анагайм                                    | 2                                          | 3                                          | Детройт                                    | 3OT                                        |                                            |
| 6 травня                                   | Детройт                                    | 5                                          | 3                                          | Анагайм                                    |                                            |                                            |
| 8 травня                                   | Детройт                                    | 3                                          | 2                                          | Анагайм                                    | 2OT                                        |                                            |
| Детройт виграв серію 4:0.                  |                                            |                                            |                                            |                                            |                                            |                                            |

### Фінали конференції
| Східна конференція                        | Східна конференція                        | Східна конференція                        | Східна конференція                        | Східна конференція                        | Східна конференція                        | Східна конференція                        |
| Філадельфія Флайєрс та Нью-Йорк Рейнджерс | Філадельфія Флайєрс та Нью-Йорк Рейнджерс | Філадельфія Флайєрс та Нью-Йорк Рейнджерс | Філадельфія Флайєрс та Нью-Йорк Рейнджерс | Філадельфія Флайєрс та Нью-Йорк Рейнджерс | Філадельфія Флайєрс та Нью-Йорк Рейнджерс | Філадельфія Флайєрс та Нью-Йорк Рейнджерс |
| Дата                                      | Господарі                                 | Господарі                                 | Гості                                     | Гості                                     | Примітки                                  |                                           |
| ----------------------------------------- | ----------------------------------------- | ----------------------------------------- | ----------------------------------------- | ----------------------------------------- | ----------------------------------------- | ----------------------------------------- |
| 16 травня                                 | Н-Й Рейнджерс                             | 1                                         | 3                                         | Філадельфія                               |                                           |                                           |
| 18 травня                                 | Н-Й Рейнджерс                             | 5                                         | 4                                         | Філадельфія                               |                                           |                                           |
| 20 травня                                 | Філадельфія                               | 6                                         | 3                                         | Н-Й Рейнджерс                             |                                           |                                           |
| 23 травня                                 | Філадельфія                               | 3                                         | 2                                         | Н-Й Рейнджерс                             |                                           |                                           |
| 25 травня                                 | Н-Й Рейнджерс                             | 2                                         | 4                                         | Філадельфія                               |                                           |                                           |
| Філадельфія виграла серію 4:1.            |                                           |                                           |                                           |                                           |                                           |                                           |

| Західна конференція                   | Західна конференція                   | Західна конференція                   | Західна конференція                   | Західна конференція                   | Західна конференція                   | Західна конференція                   |
| Колорадо Аваланч та Детройт Ред-Вінгс | Колорадо Аваланч та Детройт Ред-Вінгс | Колорадо Аваланч та Детройт Ред-Вінгс | Колорадо Аваланч та Детройт Ред-Вінгс | Колорадо Аваланч та Детройт Ред-Вінгс | Колорадо Аваланч та Детройт Ред-Вінгс | Колорадо Аваланч та Детройт Ред-Вінгс |
| Дата                                  | Господарі                             | Господарі                             | Гості                                 | Гості                                 | Примітки                              |                                       |
| ------------------------------------- | ------------------------------------- | ------------------------------------- | ------------------------------------- | ------------------------------------- | ------------------------------------- | ------------------------------------- |
| 15 травня                             | Детройт                               | 1                                     | 2                                     | Колорадо                              |                                       |                                       |
| 17 травня                             | Детройт                               | 4                                     | 2                                     | Колорадо                              |                                       |                                       |
| 19 травня                             | Колорадо                              | 1                                     | 2                                     | Детройт                               |                                       |                                       |
| 22 травня                             | Колорадо                              | 0                                     | 6                                     | Детройт                               |                                       |                                       |
| 24 травня                             | Детройт                               | 0                                     | 6                                     | Колорадо                              |                                       |                                       |
| 26 травня                             | Колорадо                              | 1                                     | 3                                     | Детройт                               |                                       |                                       |
| Детройт виграв серію 4:2.             |                                       |                                       |                                       |                                       |                                       |                                       |

### Фінал Кубка Стенлі
| Філадельфія Флайєрс та Детройт Ред-Вінгс | Філадельфія Флайєрс та Детройт Ред-Вінгс | Філадельфія Флайєрс та Детройт Ред-Вінгс | Філадельфія Флайєрс та Детройт Ред-Вінгс | Філадельфія Флайєрс та Детройт Ред-Вінгс | Філадельфія Флайєрс та Детройт Ред-Вінгс | Філадельфія Флайєрс та Детройт Ред-Вінгс |
| Дата                                     | Господарі                                | Господарі | Гості | Гості                                    | Примітки                                 |                                          |
| ---------------------------------------- | ---------------------------------------- | --- | --- | ---------------------------------------- | ---------------------------------------- | ---------------------------------------- |
| 31 травня                                | Детройт                                  | 4 Кірк Малтбі (Кріс Дрейпер) 6:38 Джо Кочур 15:56 С. Федоров (Ларрі Мерфі, Даррен Маккарті) 31:41 Стів Айзерман (Ларрі Мерфі) 40:56                 | 2 Род Бріндамор (Ерік Ліндрос, Янне Нійнімаа) 7:37 Джон Леклер (Мікаель Ренберг, Ерік Ліндрос) 37:11 | Філадельфія                              |                                          |                                          |
| 3 червня                                 | Детройт                                  | 4 Брендан Шенаген 1:37 Стів Айзерман (Ларрі Мерфі, В. Фетісов) 9:22 Кірк Малтбі (Джо Кочур) 22:39 Брендан Шенаген (Мартен Лапойнт, С. Федоров) 49:5 | 2 Род Бріндамор (Янне Нійнімаа) 17:42 Род Бріндамор (Янне Нійнімаа, Джон Леклер) 18:51 | Філадельфія                              |                                          |                                          |
| 5 червня                                 | Філадельфія                              | 1 Джон Леклер (Ерік Дежарден, Род Бріндамор) 7:03                                                                                                   | 6 Стів Айзерман (В. Козлов) 9:03 С. Федоров 11:05 Мартен Лапойнт (Д. Браун, С. Федоров) 19:00 С. Федоров (В. Козлов, Брендан Шенаген) 23:12 Брендан Шенаген (Даррен Маккарті, В. Фетісов) 39:17 Мартен Лапойнт (С. Федоров, Майк Вернон) 41:08 | Детройт                                  |                                          |                                          |
| 7 червня                                 | Філадельфія                              | 1 Ерік Ліндрос (Ерік Дежарден) 59:45 | 2 Ніклас Лідстрем (Кірк Малтбі) 19:27 Даррен Маккарті (Томас Сандстрем, Стів Айзерман) 33:02 | Детройт                                  |                                          |                                          |
| Детройт виграв серію 4:0.                |                                          | | |                                          |                                          |                                          |

## Статистика

### Найкращі бомбардири плей-оф
| Гравець            | Команда       | І  | Г  | П  | О  | +/- | ШХ |
| ------------------ | ------------- | -- | -- | -- | -- | --- | -- |
| Ерік Ліндрос       | Філадельфія   | 19 | 12 | 14 | 26 | +7  | 40 |
| Джо Сакік          | Колорадо      | 17 | 8  | 17 | 25 | +5  | 14 |
| Клод Лем'є         | Колорадо      | 17 | 13 | 10 | 23 | +7  | 32 |
| Валерій Каменський | Колорадо      | 17 | 8  | 14 | 22 | -1  | 16 |
| Род Бріндамор      | Філадельфія   | 19 | 13 | 8  | 21 | +9  | 10 |
| Джон Леклер        | Філадельфія   | 19 | 9  | 12 | 21 | +5  | 10 |
| Вейн Грецкі        | Н-Й Рейнджерс | 15 | 10 | 10 | 20 | +5  | 2  |
| Сергій Федоров     | Детройт       | 20 | 8  | 12 | 20 | +5  | 12 |